# Veerle Vrindts
Veerle Vrindts (Genk, 7 april 1987) is een Vlaamse schrijfster van jeugdboeken, afkomstig uit Bilzen.
Vrindts schreef op haar dertiende haar eerste boek: Geheime Vrienden. Met dit boek won ze bij de schrijfwedstrijd Matildaprijs. In 2002 kreeg ze als eerste veertienjarige de trofee van Kinder- en Jeugdjury Vlaanderen in de categorie 10-12 jaar. In 2003 verscheen haar tweede boek, een poëziebundel met de titel Donker bij hemelsblauw en in april 2006 haar voorlopig laatste jeugdroman Niet meer dan lucht, een verhaal voor 14-plussers over een anorexiapatiënte. 
Veerle Vrindts is tevens veganist en actief op dierenrechten- en milieugebied. In 2010 blogde ze over klimaatverandering voor Th!nk About It. Tijdens haar studie Sociale en Culturele Antropologie en Psychologie aan de Vrije Universiteit Amsterdam was ze een van de oprichters van Viva las Vega's (sinds 2018 ProVeg Nederland), een stichting die de markt voor vegetarische en veganistische voeding vergroot. Sinds 2015 vervult zij bij deze stichting de rol van directeur. Samen met collega´s Lisa Steltenpool en Pablo Moleman publiceerde Vrindts in 2014 het basiswerk De Vegarevolutie. De onmisbare gids voor veganistisch eten. 
Veerle is in 2022 kandidaat (plaats 14 op de kandidatenlijst) namens de Partij voor de Dieren voor de gemeenteraad van Almere.